# Omegalebra ogloblini
Omegalebra ogloblini är en insektsart som beskrevs av Young 1957. Omegalebra ogloblini ingår i släktet Omegalebra och familjen dvärgstritar. Inga underarter finns listade i Catalogue of Life.